# Jean-Jacques Langendorf
Jean-Jacques Langendorf né en 1938 à Gaillard, est un historien, écrivain, romancier, nouvelliste et essayiste suisse. C'est un spécialiste des problèmes de stratégie et de défense.

## Biographie
Jurassien d'origine, né en Haute-Savoie, il fait ses études à Lausanne avant d'enseigner à Genève et en Tunisie, puis de devenir maître de recherche au sein de l’Institut de stratégie comparée de Paris, après avoir vécu à Kyrenia, dans la partie occupée de Chypre.
Dans ses premiers récits, on trouve des attaches à l'Allemagne romantique et les mêmes préoccupations d'action et de méditation mêlées.
Il reçoit en 2001 le prix Michel-Dentan pour La nuit tombe, Dieu regarde, un roman complexe basé sur des faits historiques rendant visible la pulsion guerrière de l'homme.
Il vit en Autriche, dans un petit village près de Vienne.

### Prise de position
En 1999, il signe pour s'opposer à la guerre en Serbie la pétition « Les Européens veulent la paix », initiée par le collectif « Non à la guerre ».

## Œuvres

### Ouvrages historiques
- Rühle von Lilienstern oder die romantische Einheit des Krieges, Karolinger, Vienne, 1984 (trad. ital., 1993)
- G.H. Dufour ou la passion du juste milieu, Coeckelbergs, Lausanne-Lucerne, 1987 (trad. all., 1987)
- Aimez-moi comme je vous aime, 190 lettres de G.H. Dufour à A. Pictet, Karolinger, Vienne, 1987
- Pamphletisten und Theoretiker der Gegenrevolution, 1789-1799, Matthes & Seitz, Munich, 1989
- Ahnengalerie der K (u.) K. Armee, 1618-1918, Karolinger, Vienne, 1994
- Die grosse Fahrt. Österreichische Weltreisende aus sechs Jahrhunderten, Karolinger, Vienne, 1995
- Le Bouclier et la tempête. Aspects militaires de la guerre du Golfe : une évaluation critique, Georg éditeur, Genève, 1995
- Gestalten im Zwielicht, Karolinger, Vienne, 1996
- Les Voyageurs de l'Empire. L'Autriche-Hongrie à la découverte du monde, 1318-1918, Georg, Genève, 1996
- Ernest Ansermet ou la passion de l'authenticité, Éditions Slatkine, Genève, 1997 (trad. all. 1997, trad. ital., 1999)
- Genie und Fleiss. Unternehmergestalten der Monarchie, 1600-1918, Karolinger, Vienne, 1997
- Euterpe et Athéna. Cinq essais sur E. Ansermet, Georg, Genève, 1998
- Schiffe der Monarchie, 1750-1918/Ships of the Monarchy, 1750-1918 (illustrations de C. Rodler), Karolinger, Vienne, 1999
- Monarchie, politique et théologie chez Marcel Regamey, suivi du discours prononcé lors de la réception du prix Michel-Dentan, Cahiers de la Renaissance vaudoise, 2001
- Faire la guerre : Antoine-Henri Jomini, Genève, Georg
  - T. 1 Chronique, situation et caractère, 2002
  - T. 2 Le Penseur politique, l'historien, le stratégiste, 2004
    - Trad. : Krieg führen: Antoine-Henri Jomini, éd. : Michael Arnold & Walter Troxler, Hochschulverlag AG an der ETH Zürich, 2008
- Die Schweiz in den Wirren des 20. Jahrhunderts, préface de Carlo Jagmetti, éd. : Catharina von Besserer, Tobler, 2002
- Ernest Ansermet : une vie de musique, Presses polytechniques et universitaires romandes, 2004
- Vies croisées de Victoria Ocampo et Ernest Ansermet : correspondance 1924-1969, Buchet-Chastel, 2005
- Histoire de la neutralité : une perspective, Infolio Éditions, 2007
- Face à la guerre : l'armée et le peuple suisses 1914-1918/1939-1945, Infolio Éditions, 2007
- La SS : un État dans l'État, Infolio Éditions, 2008
- Le Général Guisan et le peuple suisse, Éditions Cabédita, 2008 ; rééd. 2024
- Le général Guisan et l'esprit de résistance (avec Pierre Streit), Éditions Cabédita, 2010
- (avec Gérard Zimmermann), Les Châteaux des croisades. Conquête et défense des états latins, XIe – XIIIe siècles, Infolio, 368 p., 2011  (ISBN 978-2884741262)
- Pictet, des Indo-Européens aux fusées, Infolio, coll. Presto, 64 p., 2023  (ISBN 978-2889680900)

#### Direction d'ouvrage
- Collectif, Armée 2001. Le futur de la défense nationale suisse, Georg, Genève, 1995
- Collectif, La Suisse face à l'empire américain. L'Or, le Reich et l'argent des victimes, Georg, Genève, 1997

### Fictions
- Un débat au Kurdistan, Lausanne, L'Âge d'Homme, 1969 ; rééd. Poche Suisse, Lausanne, 2000 (trad. ital. 1982, rééd. 1999) ; rééd. La Nouvelle Librairie, coll. « La Peau sur la table », préf. Laurent Schang, 180 p., 2022  (ISBN 978-2-493898-15-9)
- Éloge funèbre du général A.W. von Lignitz, Lausanne, L'Âge d'Homme, 1973 ; rééd. Zoé, 1996 (trad. ital., allemande, suédoise, 1980)
- Neuschwanstein-sur-Mer, Lausanne, L'Âge d'Homme, 1978 (trad. ital. 1990)
- Les Tribulations d'un melon chinois, Genève, Minizoé, 1997
- La Comtesse Graziani, Genève, Éditions Zoé, 1998
- La nuit tombe, Dieu regarde, Genève, Zoé, 2000 Prix Michel-Dentan 2001.
- Les Dictées de la tortue : nouvelles, Carouge, Éditions Zoé, 2005, 193 p. (ISBN 2-88182-524-9), dont un récit (La mort d'Albéric Magnard - 3 septembre 1914) a été réédité séparément (éd. Le Polémarque, 2014).
- Zanzibar 14, Infolio Éditions, 2008
- Les Surprises de la navigation, nouvelles, Lausanne, L'Âge d'Homme, 2008